# Chemieunterricht in der Berufsschule

Ein Unterrichtsinhalt im Laborunterricht: Korrektes Ablesen des Meniskus als Grundvoraussetzung für richtige Messergebnisse bei der Titration

Der Chemieunterricht in der Berufsschule unterscheidet sich vom allgemeinbildenden Chemieunterricht dadurch, dass hier über die Grundlagen der Chemie hinaus Wissen und Fähigkeiten zur Ausübung eines Berufes im Bereich Chemie vermittelt und erlernt werden sollen. Diese beziehen sich insbesondere auf die Arbeitsmethoden im Chemielabor sowie bei der Analyse und Produktion von chemischen Erzeugnissen.

## Chemieunterricht im Dualen System der Berufsschule
Im dualen Bildungssystem wird das Curriculum auch von den Ausbildungsbetrieben (bzw. deren Vertretern wie z. B. der Industrie- und Handelskammer IHK) mitbestimmt. Der Chemieunterricht in der Berufsschule kann – so in der Mehrzahl der Ausbildungsberufe – von einem betrieblichen Unterricht ergänzt werden. Die Bildungsinhalte und -ziele werden so von der jeweiligen Fachrichtung des angestrebten Berufsabschlusses bestimmt: Chemielaboranten und chemisch-technische Assistenten erhalten ihr jeweiliges Spezialwissen eher im Bereich der Laborarbeitsmethoden, Chemielaborjungwerker, Chemikanten und Produktionsfachkräfte Chemie im Bereich Chemietechnik.
Chemische Reaktionen und weitere Grundlagen der Chemie inklusive der Grundgesetze der Chemie bilden zuvor jedoch in jedem Fall die Inhalte im Einführungsunterricht (1. Ausbildungsjahr). Fachdidaktisch kann der Unterricht dabei z. B. an Georg Kerschensteiner und andere, modernere Ausbildungskonzeptionen angelehnt werden (vgl. unter Chemiedidaktik).

## Unterrichtsinhalte an zwei Beispielen: Chemielaborant und chemisch-technischer Assistent
Die Ausbildung zum Chemielaboranten findet im Ausbildungsbetrieb sowie in der Berufsschule statt. Sie beinhaltet in der Regel die Kernbereiche Qualitative Analyse und Quantitative Analyse. Analytik, Verfahrenstechnik, Physikalische Chemie sowie apparativ-präparative Chemie (Synthesetechnik) sind weitere Ausbildungsinhalte. Nach den ersten zwei Ausbildungsjahren spezialisieren sich die Inhalte des Chemieunterrichts in verschiedene Richtungen: Je nach Ausbildungsbetrieb sind dies zum Beispiel Methoden der chemischen Forschung, Lebensmittelchemie, Erdölchemie und andere. In Betrieben der Lackproduktion (Beschichtungsstoffe/-techniken) werden z. B. speziell Lacklaboranten ausgebildet, in Betrieben der Kunststoffproduktion Kunststoffverfahrenstechniker und -formgeber.

Titration mit einer Maßlösung und Aufzeichnung der Titrationskurve

Die Ausbildung zum Chemisch-Technischen Assistenten (CTA) findet ausschließlich an öffentlichen und privaten Schulen statt. Sie dauert im Regelfall zwei, oft auch drei Jahre. Sie umschließt theoretischen und praktischen Unterricht im Labor; beides in ungefähr gleichem zeitlichen Umfang. Die praktischen Fächer Instrumentelle Analytik und Präparative Chemie sowie die theoretischen Fächer Allgemeine Chemie und Organische Chemie sind hier die Hauptfächer im berufsbildenden Bereich.
An einigen Schulen kann man sich nach dem ersten Schuljahr auch für die Fachrichtung umweltschutztechnischer Assistent (UTA) entscheiden. Dann werden die theoretischen Fächer Biologie, Ökologie, Umweltrecht und Verfahrenstechnik unterrichtet.

## Ausbildungsberufe mit berufsbildendem Chemieunterricht

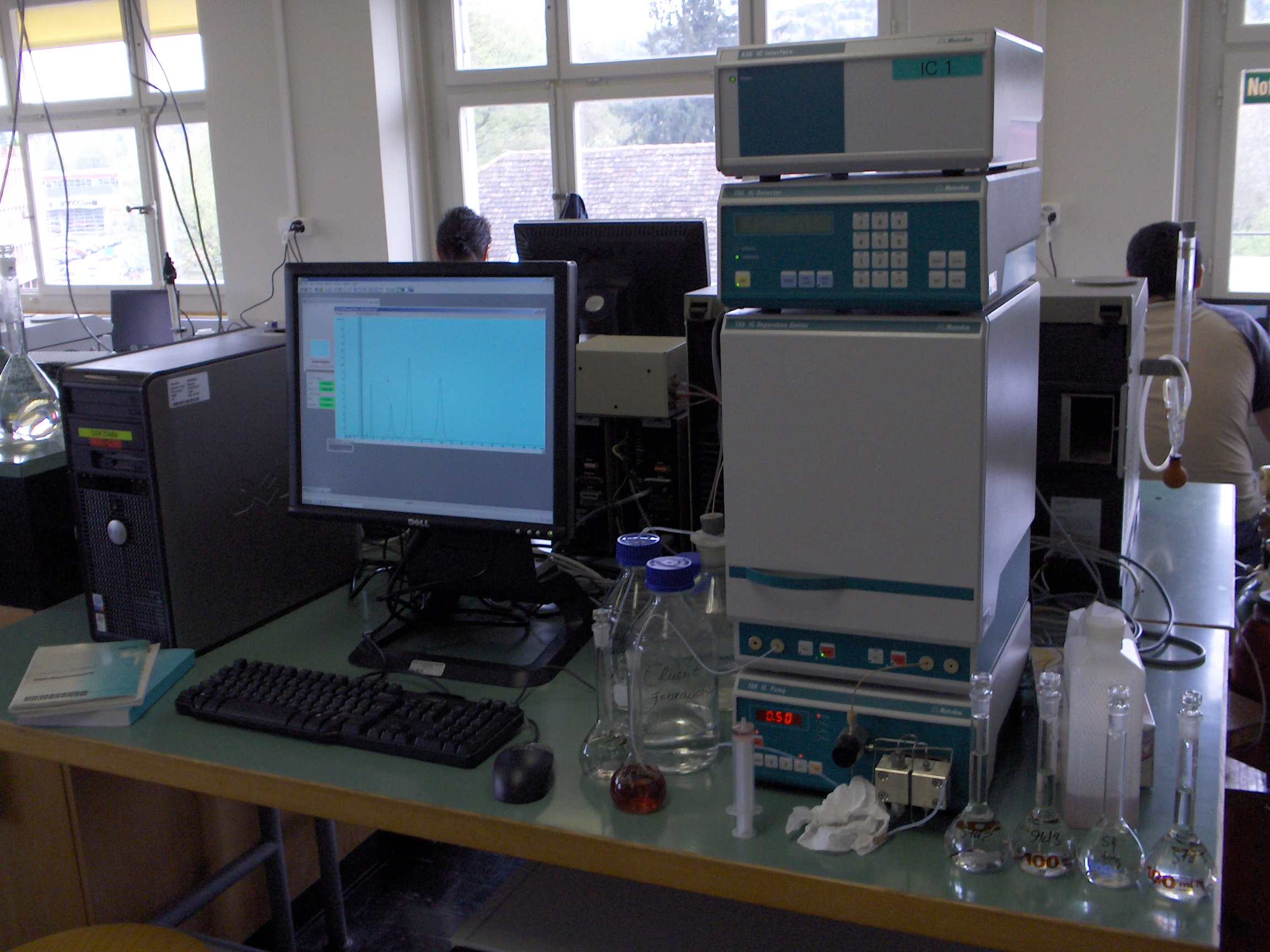
Arbeitsplatz Chemielabor: Ein ionenchromatographisches Analysegerät (HPIC-Workstation) für die Instrumentelle Analytik

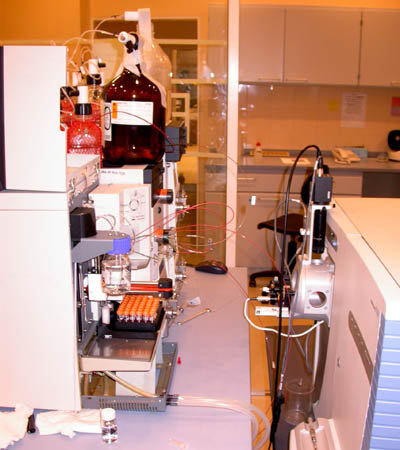
Hochdruckflüssigkeits-Chromatograph im Labor (HPLC-Gerät)

Berufsbildender Chemieunterricht wird in der Ausbildung folgender Berufe (mit)unterrichtet:

### Laborberufe
- Biologisch-Technischer Assistent (BTA; führt Untersuchungen an Tieren, Pflanzen, Zellkulturen usw. durch)
- Chemielaborant (arbeitet in Forschungs- oder Untersuchungseinrichtungen, führt Analysen, Qualitätskontrollen usw. durch)
- Chemisch-Technischer Assistent (CTA; führt Analysen und Qualitätskontrollen durch, z. B. bei Lebensmitteln)
- Baustoffprüfer
- Biologielaborant
- Edelmetallprüfer
- Lacklaborant (Herstellung von Lacken, Farben, Beschichtungsstoffen usw.)
- Landwirtschaftlich-technischer Laborant
- Landwirtschaftlicher Laborant
- Milchwirtschaftlicher Laborant
- Pharmazeutisch-technischer Assistent (PTA; unterstützt bei der Prüfung und Herstellung von Arzneimitteln und Wirkstoffen)
- Physiklaborant
- Stoffprüfer (Chemie) – Glas-, Keramische Industrie sowie Steine und Erden
- Textillaborant (prüft die Eigenschaften von Textilien und textilen Rohstoffen)
- Werkstoffprüfer (prüft Werkstücke, Produkte)
- Umweltschutztechnischer Assistent

### Physikalisch/chemische Produktionsberufe
- Produktionsfachkraft Chemie (früher: Betriebsjungwerker) und Chemielaborjungwerker
- Chemikant (plant und steuert Produktionsprozesse in der chemischen Industrie, bereitet sie vor oder führt sie durch)
- Pharmakant
- Wachszieher

Chemieunterricht an der Berufsschule findet für Auszubildende außerhalb der Chemieberufe als allgemeinbildendes Fach statt – in der Regel im Wahlbereich. Auszubildende der Chemieberufe müssen den Chemieunterricht als berufsbildendes Fach im Pflichtbereich wahrnehmen, da sie sich über das bloße Grundwissen hinaus praxisbezogenes, berufsspezifisches Wissen aneignen müssen.

## Unterrichtswerke im Chemieunterricht an Berufsschulen (Auswahl)
- Brackmann, Peter, Grote-Wolff, Astrid u. a.: Fachwissen Chemie 1: Kernqualifikationen für Laborberufe, Europa-Verlag, Haan-Gruiten 2011, 1. Aufl., ISBN 978-3-8085-6991-7 (Für Auszubildende zum Chemielaboranten u. ähnl. Laborberufe)
- Wächter, Michael: Laborpraktikum Anorganisch-analytische Chemie LAC, epubli; ISBN 9783750270077 (farbig), ISBN 9783754924761 (schwarzweiß) (Für Chemiestudiums-Erstsemester an Unis und FHs, für Auszubildende zum Chemisch-technischen Assistenten CTA, Chemielaborant usw.)
- Ignatowitz, Haering: Chemie für Schule und Beruf. Europa-Lehrmittel, Haan-Gruiten; ISBN 3-8085-7054-7 (Für den einführenden Chemieunterricht, Chemie als allgemeinbildendes Fach an der Berufsschule)
- Brink, Fastert, Ignatowitz: Technische Mathematik und Datenauswertung für Laborberufe. Europa-Lehrmittel, Haan-Gruiten; 1. Aufl. 2002; ISBN 3-8085-7171-3 (Stöchiometrie / Fachrechnen Chemie, für Chemieberufe)